# Марко Сінігалья
Марко Сінігалья (італ. Marco Sinigaglia, нар. 29 лютого 1968, Боллате) — італійський футболіст, що грав на позиції півзахисника зокрема за «Комо», «Торіно» та «К'єво», а також за юнацьку збірну Італії.

## Клубна кар'єра
Народився 29 лютого 1968 року в місті Боллате. Вихованець футбольної школи клубу «Комо». Дорослу футбольну кар'єру розпочав 1986 року в основній команді того ж клубу. 
Відразу до основного складу не пробився і протягом сезону 1987—1988 років захищав на правах оренди кольори «Самбенедеттезе». Повернувшись з оренди, почав регулярно залучатися до основної команди рідного клубу, утім залишався здебільшого гравцем ротації.
1991 року уклав контракт із «Торіно», з якого за рік був відданий в оренду до «Монци». Згодом ще протягом двох сезонів виступав за «Торіно», а завершував ігрову кар'єру у 1995–1997 роках граючи за веронський «К'єво».

## Виступи за збірну
1987 року дебютував у складі юнацької збірної Італії (U-20). Був у її складі учасником тогорічної молодіжної першості світу.